# أليس كينسلا
أليس كينسلا (بالإنجليزية: Alice Kinsella) هي لاعبة جمباز فني بريطانية، ولدت في 13 مارس 2001 في Basildon ‏ في المملكة المتحدة.

## وصلات خارجية
- الموقع الرسمي
- أليس كينسلا على موقع الاتحاد الدولي للجمباز (licence) (الإنجليزية)
- أليس كينسلا على موقع الاتحاد الدولي للجمباز (biography) (الإنجليزية)
- أليس كينسلا على موقع اللجنة الأولمبية الدولية (الإنجليزية)
- أليس كينسلا على موقع أوليمبيديا (الإنجليزية)
- أليس كينسلا على موقع اللجنة الأولمبية البريطانية (الإنجليزية)